# Aeronautica Alessandrina

Un De Havilland DH.104 Dove di Aeral utilizzato per voli charter e aerotaxi.

AERonautica ALessandrina (AERAL) è stata una compagnia aerea italiana, il suo hub principale era situato presso l'Aeroporto di Milano-Malpensa. Fondata inizialmente come compagnia aerea charter, nel 1978 mutò ragione sociale in previsione di attività più impegnative che si conclusero nel 1980, con il fallimento della compagnia.

## Storia
AERAL fu fondata nel marzo del 1958 ad Alessandria, in Piemonte. Fin dall'inizio delle attività la compagnia si dedicò all'aerotaxi, utilizzando un Aermacchi AL-60 e poi un Cessna 421. Nel 1978, ventesimo anno di attività, trasferì la sua base operativa all'aeroporto di Milano Malpensa. Nello stesso anno fu introdotto il servizio di trasporto merci utilizzando un quadrimotore Douglas DC-8 in versione freighter, motivo per il quale la sua base principale fu trasferita a Milano. Un secondo velivolo dello stesso tipo, noleggiato dalla Overseas National Airways, fu introdotto nel dicembre del 1979. Le operazioni cargo iniziarono il 17 febbraio 1979. In seguito a difficoltà finanziarie, AERAL cessò le attività il 31 agosto 1980 e fu liquidata l'anno successivo.

## Flotta
Nel corso degli anni AERAL utilizzò i seguenti aeromobili:
| Aereo           | Totale | Introduzione | Ritiro | Codice di registrazione | Note  |
| --------------- | ------ | ------------ | ------ | ----------------------- | ----- |
| Aermacchi AL-60 | 1      | sconosciuto  | 1980   | I-SATT                  | [ 3 ] |
| Douglas DC-8    | 3      | 1978         | 1980   | I-ALEC, N9110V, OY-KDM  | [ 4 ] |
| Cessna 421      | 1      | sconosciuto  | 1980   | I-MARS                  | [ 5 ] |